# Charles Granville Bruce
Charles Granville Bruce (ur. 7 kwietnia 1866 w Londynie, zm. 12 lipca 1939 tamże) – brytyjski arystokrata, wojskowy i himalaista. Młodszy syn Henry'ego Bruce'a, 1. barona Aberdare i Norah Napier, córki generała-porucznika Williama Francisa Patricka Napiera.
Wykształcenie odebrał w Harrow School i Repton. Po studiach wstąpił w 1887 do lekkiej piechoty Oxfordshire. Później służył w Policji Wojskowej (Military Police) w Birmie. W 1889 r. został przeniesiony do 5 pułku strzeleckiego Gurkhów (5th Gurkha Rifles), w której to jednostce spędził większość wojskowej kariery. Większość służby wojskowej spędził w północno-zachodnich Indiach. Za służbę otrzymał 6 medali, trzykrotnie wspomniano go w rozkazie dziennym i otrzymał awans na nadzwyczajnego majora w 1898 r. Był również adiutantem zastępcy dowódcy 5 pułku. W maju 1913  otrzymał awans na podpułkownika.
W maju 1914 r. mianowano go dowódcą 6 pułku Gurkhów, rywalizującego z 5. Po wybuchu I wojny światowej pułk miał ochraniać kanał Sueski. W 1915 r. wszedł w skład sił inwazyjny na Gallipoli. Bruce dowodził tam wydzielonymi batalionami 29 brygady indyjskiej. Trzykrotnie został wspomniany w rozkazie dziennym i mianowany nadzwyczajnym pułkownikiem w listopadzie 1915 r. Niedługo później otrzymał ciężką ranę w nogę i został ewakuowany. W szpitalu dowiedział się, że został mianowany dowódcą Niezależnej Brygady Frontowej w Bannu. W 1917 r. dowodził Siłami Polowymi Północnego Waziristanu. W 1919 r. brał udział w wojnie w Afganistanie. Został tam dwukrotnie wspomniany w rozkazie dziennym. W 1920 r. odszedł na emeryturę ze stopniem generała-brygadiera.
Po rozpoczęciu służby wojskowej Bruce od razu rozpoczął naukę języka nepalskiego i obyczajów Gurkhów. Jego zasługą było uczynienie z Gurkhów oddziałów zdolnych do walk w górach. Często podróżował i brał udział w wielu ekspedycjach w Himalaje. W 1892 r. towarzyszył Martinowi Conwayowi w wyprawie na Karakorum. Był również członkiem wyprawy Alberta Mummery'ego na Nanga Parbat w 1895 r., podczas której zginął Mummery. Osobiście odkrył i wspiął się na kilka pomniejszych szczytów, takich jak Khagan, Kaszmir, Kulu czy Lahoul. W 1907 i 1910 r. przygotował plany wejścia na Mount Everest, które jednak pozostały niezrealizowane z powodów politycznych.
Dopiero po I wojnie światowej Bruce mógł zrealizować swoje ambicje. W 1922 i 1924 r. zorganizował i poprowadził dwie ekspedycje na Mount Everest, ale z powodu wieku i rany nogi nie próbował osobistego ataku na szczyt. Podczas drugiej wyprawy zachorował ponadto to na malarię i dowodzenie nad nią przejął Edward Felix Norton (podczas ataku szczytowego na tej wyprawie zginął George Mallory). Bruce był jednak świetnym organizatorem, a jego znajomość obyczajów Gurkhów, Szerpów i Tybetańczyków była bardzo pomocna.
Bruce został członkiem Królewskiego Orderu Wiktorii w 1903 r. oraz został odznaczony Krzyżem Towarzyskim Orderu Łaźni w 1918 r. Otrzymał również nagrody od Królewskiego Towarzystwa Geograficznego. W 1923 r. został przewodniczący Klubu Alpinistycznego. Był również honorowym członkiem wielu klubów alpinistycznych oraz członkiem założycielem Klubu Himalajskiego. Napisał cztery książki: Dwadzieścia lat w Himalajach (Twenty Years in the Himalaya, 1910), Kulu i Lahoul (Kulu and Lahoul, 1914), Atak na Mount Everest, 1922 (Assault on Mount Everest, 1922, 1923) oraz Wędrowiec Himalajów (Himalayan Wanderer, 1934).
Otrzymał tytuły honorowego doktora nauk uniwersytetów oksfordzkiego i walijskiego, tytuł doktora prawa cywilnego uniwersytetu w Edynburgu i doktora prawa uniwersytetu w St Andrews. W 1931 r. został honorowym pułkownikiem 5 pułku Gurkhów. Do swojej śmierci w 1939 r. często podróżował do Indii i odwiedzał swoją dawną jednostkę i zawsze był przyjmowany ze wszystkimi honorami.
12 września 1894 r. poślubił Finettę Madelinę Julię Campbell (zm. 16 czerwca 1932), córkę pułkownika Edwarda Campbella, 2. baroneta, oraz Georgiany Metcalfe, córki sir Theophiliusa Metcalfe'a, 4. baroneta. Małżeństwo to nie doczekało się potomstwa.